# 西津水力発電所
西津水力発電所（シーチンすいりょくはつでんしょ）は、中華人民共和国、広西チワン族自治区の横県西津村付近の鬱江にある水力発電所。現在、珠江流域で最大の低落差発電所である。

## 歴史
1964年に発電を開始し、1979年に完成した。

## 発電能力
4台の発電機の総容量は23.4万kWである。